# Catatumbo
Pour les articles homonymes, voir Catatumbo (homonymie).
Catatumbo est l'une des 21 municipalités de l'État de Zulia au Venezuela. Son chef-lieu est Encontrados. En 2011, la population s'élève à 40 702 habitants.

## Géographie

### Subdivisions
La municipalité est constituée de deux paroisses civiles avec chacune à sa tête une capitale (entre parenthèses) :
- Encontrados (Encontrados) ;
- Udón Pérez (El Guayabo).